# Rob Portman
Robert Jones "Rob" Portman (født 19. december 1955 i Cincinnati) er en amerikansk republikansk politiker. Han er medlem af USA's senat valgt i Ohio siden 2011 Han var medlem af Repræsentanternes Hus i perioden 1993–2005.